# Butheoloides schwendingeri
Espèce
Butheoloides schwendingeri est une espèce de scorpions de la famille des Buthidae.

## Distribution
Cette espèce est endémique d'Algérie. Elle se rencontre vers le canyon de l'oued Sidi Moussa.

## Description
La femelle holotype mesure 18,8 mm.

## Étymologie
Cette espèce est nommée en l'honneur de Peter J. Schwendinger.

## Publication originale
- Lourenço, 2002 : « Nouvelles considérations sur la systématique et la biogéographie du genre Butheoloides Hirst (Scorpiones, Buthidae) avec description d'un nouveau sous-genre et de deux nouvelles espèces. » Revue Suisse de Zoologie, vol. 109, no 4, p. 725-733 (texte intégral).